# 莲花管理委员会
莲花管理委员会，是中华人民共和国黑龙江省黑河市五大连池市下辖的一个类似乡镇级行政单位，系原莲花山乡撤销并入兴安乡后设立，管理兴安乡西北部原莲花山乡管辖的6个行政村。

## 行政区划
莲花管理委员会下辖以下地区：
莲花山村、青龙山村、元宝山村、白凤山村、十里山村和联合村。